# Charlotte Arter
Charlotte Arter (née le 18 juin 1991) est une athlète britannique, spécialiste des courses de demi-fond et courses de fond.

## Biographie
Charlotte Arter naît dans le comté de Cumbria, en Angleterre mais a le droit de courir pour le pays de Galles car elle y réside.
Le 26 mars 2016, elle remporte le semi-marathon de Cardiff en 1 h 13 min 19 s.
Le 5 janvier 2019, Charlotte Arter établit le record du monde féminin (non homologué) du Parkrun (une course de 5 kilomètres ayant lieu chaque samedi dans divers endroits du monde et ouverte aux amateurs) en 15 min 50 s à Cardiff, au Pays de Galles. Le 10 février, elle établit un nouveau record féminin gallois du semi-marathon lors du semi-marathon de Barcelone, en Espagne en 1 h 9 min 41 s. Le 10 mars, elle termine troisième du Big Half, un semi-marathon à Londres en 1 h 11 min 44 s derrière Charlotte Purdue et Stephanie Twell.

## Palmarès
| Date | Compétition                            | Lieu     | Résultat | Épreuve       | Performance     |
| ---- | -------------------------------------- | -------- | -------- | ------------- | --------------- |
| 2016 | Semi-marathon de Cardiff               | Cardiff  | 1re      | Semi-marathon | 1 h 13 min 19 s |
| 2019 | The Big Half                           | Londres  | 3e       | Semi-marathon | 1 h 11 min 44 s |
| 2019 | Championnats d'Europe de cross-country | Lisbonne | 7e       | Individuel    | 28 min 07 s     |

## Records
| Épreuve         | Performance    | Date            | Lieu      |
| --------------- | -------------- | --------------- | --------- |
| 800 m           | 2 min 9 s 19   | 18 avril 2015   | Norwalk   |
| 1 500 m         | 4 min 14 s 41  | 22 août 2015    | Solihull  |
| 2 000 m steeple | 6 min 36 s 91  | 9 août 2015     | Wigan     |
| 3 000 m         | 8 min 58 s 48  | 18 juillet 2017 | Cork      |
| 5 000 m         | 15 min 40 s 15 | 24 juin 2017    | Watford   |
| 5 km            | 16 min 1 s     | 6 avril 2019    | Carlsbad  |
| 10 000 m        | 32 min 15 s 71 | 19 mai 2018     | Londres   |
| 10 km           | 32 min 19 s    | 15 avril 2018   | Brighton  |
| Semi-marathon   | 1 h 9 min 41 s | 10 février 2019 | Barcelone |